# Citaman (Jiput)
Citaman is een bestuurslaag in het regentschap Pandeglang van de provincie Banten, Indonesië. Citaman telt 1303 inwoners (volkstelling 2010).